# Christendemocratische Unie (Italië)
De Christendemocratische Unie (Italiaans: Cristiano Democratici Uniti, afk. CDU) is een centrumrechtse, christendemocratische partij in Italië. Zij is een afsplitsing van de Centrum Christendemocraten van Pierfernando Casini en werd na de verkiezingen van 1994 door Professor Rocco Buttiglione gevormd.
In 2001 sloten de CDU en CCD zich in een alliantie, genaamd de Unie van christen en Centrum-Democraten (UDC), aaneen. De UDC trad daarop toe tot het Huis van de Vrijheden (CdL) van Silvio Berlusconi. De UDC maakt thans deel uit van de regering.